# Dzongsar Khyentsé Chökyi Lodrö
Rinpoché, tertön
Jamyang Khyentse Wangpo Dzongsar Jamyang Khyentse Rinpoché

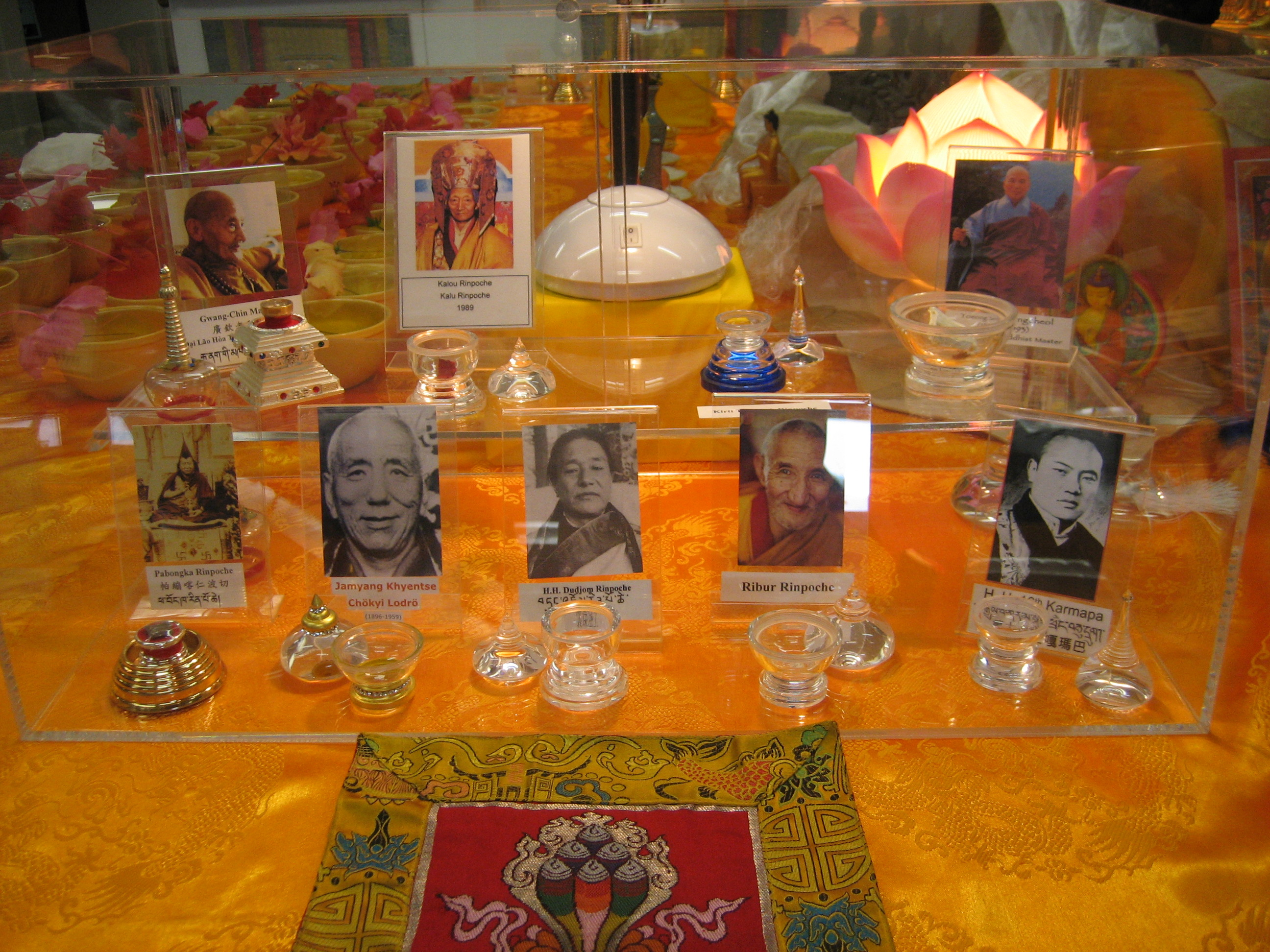
Photo de Dzongsar Khyentsé Chökyi Lodrö, seconde en partant de la gauche

Dzongsar Khyentsé Chökyi Lodrö (tibétain : རྫོང་གསར་མཁྱེན་བརྩ་ཆོས་ཀྱི་བློ་གྲོས་, Wylie : Rdzong-gsar Mkhyen-brtse Chos-kyi Blo-gros), plus connu sous le nom de  Jamyang Khyentsé Chökyi Lodrö, (né à l'automne 1893, Est du Tibet- décédé le 12 juin 1959 à Gangtok, au Sikkim) est un lama tibétain, maître de nombreuses lignées, enseignant de nombreuses personnalités du XXe siècle du bouddhisme tibétain et un tertön. Khandro Tséring Chödrön fut son épouse « spirituelle ». Mort en 1959 au Sikkim, il n'est pas très connu en Occident, mais fut l'un des partisans principaux du mouvement Rimé du bouddhisme tibétain et a eu une influence profonde sur de nombreux lamas tibétains enseignants aujourd'hui.

## Biographie
Il est considéré comme  l'incarnation de l'« action » de Jamyang Khyentse Wangpo, la figure centrale du mouvement rimé au XIXe siècle, et l'incarnation de Padmasambhava lui-même,,.
Il eut de nombreux maîtres dont Tertön Sogyal, Jigmé Tenpé Nyima et Shechen Gyaltsab (en).
Jamyang Khyentsé Chökyi Lodrö fut considéré très tôt comme le plus grand maître spirituel du Tibet de son époque. Sogyal Rinpoché déclare :

« Il existait au Tibet de nombreuses traditions spirituelles mais Jamyang Khyentsé Chökyi Lodrö  était considéré comme l'autorité suprême. Pour ceux qui le connaissaient ou avaient entendu parler de lui, il incarnait le Bouddhisme tibétain. »

Et Philippe Cornu:

« Grand méditant respecté de tous, reconnu comme le « Roi des maîtres » tant son érudition était grande »

Jamyang Khyentsé Chökyi Lodrö naquit au Kham près du monastère de Kathok. Il eut de nombreux maîtres parmi lesquels Tertön Sogyal et Jigmé Tenpé Nyima, un disciple direct de Jamgon Ju Mipham Gyatso. Il se rendit au Tibet central à 28 ans où il fut reçu par le 13e dalaï-lama. Il fit une telle impression que Tchamdo Paka, l'abbé du monastère Gelugpa de Kalden Jampaling, déclara devant tous :

« À l'heure qu'il est, il n'existe pas dans tout le Tibet de plus grand lama que  Jamyang Khyentsé Chökyi Lodrö. »

Tout au long des années 1930 et 1940, Jamyang Khyentsé Chökyi Lodrö développa un lien spirituel très fort avec Dilgo Khyentse Rinpoché (1910-1991) considéré comme l'émanation de l'esprit de Jamyang Khyentse Wangpo.
Jamyang Khyentsé Chökyi Lodrö avait été choisi à l'unanimité pour être le maître du 14e dalaï-lama pour les enseignements ultimes du Dzogchen.
Comme son « prédécesseur », Jamyang Khyentse Wangpo, Jamyang Khyentsé Chökyi Lodrö maîtrisa et réalisa la quasi-totalité des enseignements de la tradition spirituelle tibétaine qu'il transmit à son principal disciple Dilgo Khyentse Rinpoché. Ce dernier vécut presque tout le début de sa vie seul dans des ermitages et grottes et souhaitait continuer ainsi jusqu'à la fin de sa vie, mais Jamyang Khyentsé Chökyi Lodrö lui ordonna, dans les années 1950, d'arrêter sa retraite méditative et de consacrer le reste de sa vie à enseigner. Comme Longchenpa, il eut une vie extrêmement humble ne se consacrant qu'à l'étude et à la pratique du Dharma, il était réputé pour ne faire aucune distinction de traitement entre les puissants et les humbles et passait l'essentiel de son temps à accompagner les mourants dans le processus de la mort, quelle que soit leur condition sociale,.
En 1955, Jamyang Khyentsé Chökyi Lodrö décida de partir en pèlerinage en Inde sur les pas du Bouddha. De très nombreux maîtres comprirent que cela annonçait la fin du Tibet traditionnel et qu'ils devaient aussi s'enfuir du Tibet. En 1959, alors qu'il n'était pas très âgé et exactement au moment où les Chinois envahirent le Tibet central et détruisirent les deux principaux monastères du Tibet, Jamyang Khyentsé Chökyi Lodrö  tomba très gravement malade. La perspective de sa mort fut vécue par la population tibétaine comme beaucoup plus grave encore que la destruction physique du Tibet. Après avoir annoncé sa mort, dans le secret, au 16e Karmapa puis à son intendant, ce dernier déclara que c'était la fin définitive du Tibet. Juste avant de mourir, Jamyang Khyentsé Chökyi Lodrö lui dit que ce ne serait pas le cas car il savait que Dilgo Khyentse Rinpoché venait de s'échapper du Tibet et était arrivé au Bhoutan.
C'est Dilgo Khyentse Rinpoché qui devint le maître personnel du 14e dalaï-lama pour les enseignements du Dzogchen et qui transmit la totalité de la tradition spirituelle tibétaine à la communauté en exil.
Jamyang Khyentsé Chökyi Lodrö eut un nombre immense de disciples. Outre Dilgo Khyentse Rinpoché, il éleva Sogyal Rinpoché comme son fils (ce dernier l'accompagnait partout et dormait dans sa chambre jusqu'à la mort de Jamyang Khyentsé Chökyi Lodrö) qu'il reconnut comme l'incarnation de Tertön Sogyal.
Comme tous les maîtres Dzogchen, sa pratique principale était celle de « guru-yoga », c'est-à-dire l'union avec l'esprit de sagesse du maître.
Le maître n'est pas seulement le maître « extérieur », le maître spirituel du pratiquant, c'est aussi le maître « intérieur », c'est-à-dire la Nature de Bouddha, la réalité ultime du pratiquant et de toute chose selon les bouddhistes. À ce sujet, Jamyang Khyentsé Chökyi Lodrö écrivit un texte resté très célèbre :

« Ce n'est pas seulement maintenant, en ce moment, que le maître est avec nous. Dans sa bonté infinie, il n'a jamais été séparé de nous dans aucune de nos vies au cours des temps sans commencement car il est la manifestation de la vraie nature de notre esprit qui apparaît extérieurement sous toutes formes, pures et impures, afin de nous aider directement ou indirectement. À présent, en raison de tout le mérite accumulé dans le passé, il a pris la forme de notre ami spirituel, et à cause de ce lien karmique puissant, nous avons pu le rencontrer, il nous a donné le nectar des instructions vastes et profondes et nous a enveloppé de son immense bonté. Dès maintenant aussi, et jusqu'à l'Éveil, il ne sera pas séparé de nous, ne fût-ce qu'un instant. Cependant, tout comme la lune ne se reflète pas dans une eau trouble ou agitée, lorsque notre perception est erronée, nous pouvons avoir l'impression qu'il existe une séparation entre le maître et nous. Mais on ne peut imputer cela qu'à notre propre esprit, car pour le maître, il n'est jamais question de distance. »

Peu après sa mort, son disciple Apasaheb Balasaheb Pant fut le premier à s'interroger sur la signification de la lumière blanche qui se répandait autour du Tsuklakhang Palace (en) de Gangtok au Sikkim où son corps avait été apporté.

## Sources
1. ↑  Tsultsem Gyatso Acharya, ’Jam’ dbyangs mkhyen brtse Chos kyi blo gros
2. ↑   Clarke  Warren, Recollecting Khandro Tsering on Hearing of her Parinirvana
3. 1 2  Philippe Cornu, Dictionnaire encyclopédique du bouddhisme. Nouvelle édition augmentée, Éditions du Seuil, Paris, 2006.  (ISBN 2-02-082273-3), p. 264.
4. 1 2  Tulku Thondup Rinpoché, Les Maîtres de la Grande Perfection, Le Courrier du livre, 1996,  (ISBN 2-7029-0411-4), p. 312.
5. ↑  Le Livre tibétain de la vie et de la mort, Sogyal Rinpoché, Éditions La Table Ronde, 2003 /Livre de Poche, 2005, p. 19.
6. 1 2  Le Livre tibétain de la vie et de la mort, Sogyal Rinpoché, Éditions La Table Ronde, 2003 /Livre de Poche, 2005, p. 20.
7. ↑  View magazine, le journal de Rigpa, août 2009, p.8.
8. ↑  View magazine, le journal de Rigpa, août 2009, p. 9.
9. ↑  View magazine, le journal de Rigpa, août 2009, p. 15.
10. ↑  Himalaya bouddhiste par Matthieu Ricard, Olivier et Danielle Föllini, éditions de la Martinière, 2002, p. 12.
11. ↑  Voir en ligne
12. 1 2 3  Voir, parmi bien d'autres, View magazine, le journal de Rigpa, août 2009 et Voir en ligne
13. ↑  Le maître spirituel du pratiquant.
14. ↑  View magazine, le journal de Rigpa, août 2009, p.17 et Voir en ligne
15. ↑  Sogyal Rinpoché, Le Livre tibétain de la vie et de la mort, p. 355